# Szabó Elek Jakab
Szabó Elek Jakab (Püspökladány, 1857. február 12. – 1900. február 14.) piarista tanár, majd római katolikus lelkész.

## Élete
Középiskoláit Debrecenben és Egerben végezte, 1878-79-ben egyéves önkéntes volt Bécsben. 1879. október 2-án a piarista rendbe lépett; a novíciátust Vácon, a teológiát Nyitrán, egyetemi tanulmányait Budapesten végezte. 1884. március 9-én áldozópappá szenteltetett. Tanított a kisszebeni, tatai, trencséni és váci gimnáziumokban. 1889-ben az esztergomi főmegye szolgálatába, 1891-ben (szerzetesi fogadalmai alól a pápa által föloldatván) ugyanazon főmegye kötelékébe lépett; előbb hédervári, majd lekéri segédlelkész, végül kékkői plébános.
Felkutatta és kiadta a Sirokra (Gyöngyös), Kis-Szebenre (Sárosmegyei Közlöny), Tatára (Tata-Tóvárosi Hiradó), Hédervárra és Egerre (Győri Közlöny), és Szántóra (Bars) vonatkozó történeti és mondai népregéket. irodalmilag fáradozott a magyar kath. kivándorlókat védő Szent Ráfáel-egylet megalapításán (Győri Közlöny, Magyar Állam, Egyházmegyei Közlöny, Érsekujvár és Vidéke); vezérczikkeket, költeményeket tárcákat írt az említetteken kívül a Nyitramegyei Közlöny, Váczi Hirlap, Veszprém, Győri Hirlap, Barsi Ellenőr és Közoktatás c. hírlapokba.

## Művei
- Szárazföldi közlekedő eszközök a rómaiaknál. Tata, 1886 (Ism. Egyet.-Philol. Közlöny 1887)
- Csodajelek (prodigia) Livius könyvében. Trencsén, 1887